# Gefängnisfilm
Der Gefängnisfilm war ursprünglich ein reines Subgenre des klassischen Gangsterfilms, der sich wiederum dem Kriminalfilm unterordnet. Seit den 1970er-Jahren nimmt der Gefängnisfilm zunehmend Aspekte anderer Genres auf, etwa des Actionfilms, des Abenteuerfilms oder des Sportfilms. Das Gefängnis ist als Handlungsort meistens Ausdruck eines Wandels in der Geschichte der Protagonisten: entweder ein Ort der Läuterung oder einer Fortführung der kriminellen Karriere unter den veränderten Bedingungen einer Haftanstalt. Maßgeblich für die handlungsprägende Gefängnissituation sind die Zwangsbedingungen der Haft: Isolation, fehlende Selbstbestimmung und Entmenschlichung.

## Geschichte
Zur ersten Blütezeit des Gangsterfilms in den frühen 1930er-Jahren entstand auch der Gefängnisfilm. Oft dienten reale Haftanstalten als Drehorte für Gefängnisfilme, etwa in 20.000 Jahre in Sing Sing von Michael Curtiz (1933). In den 1970er-Jahren löst sich der Gefängnisfilm zunehmend von Sujets des Gangsterfilms und stellt etwa Aspekte des Abenteuerfilms (Papillon, Franklin J. Schaffner, 1973) oder die Nacherzählung realer Erlebnisse (12 Uhr nachts – Midnight Express, Alan Parker, 1978) in den Vordergrund.
Beliebter Handlungsort war das Gefängnis auch im Exploitationfilm der 1970er-Jahre. Vornehmlich im Frauengefängnisfilm wurden Aspekte von Sex, Folter und Gewalt publikumswirksam vermengt, etwa in Jonathan Demmes Das Zuchthaus der verlorenen Mädchen (1974) oder in Das Haus der Peitschen (Pete Walker, 1977). In den 1990er-Jahren gab es einen Aufschwung des Gefängnisfilms durch Frank Darabonts Die Verurteilten (1994) und durch Tony Kayes American History X (1998), die psychologische Tiefe in das Genre zurückbrachten. Der Actionfilm Fortress – Die Festung von 1993 mit Christopher Lambert spielt in einem futuristischen High-Tech-Knast.
Von 1997 bis 2007 lief auf dem Privatsender RTL die TV-Serie Hinter Gittern – Der Frauenknast. Seit 2013 gibt es die Netflix-Fernsehserie Orange Is the New Black, die in einem Frauengefängnis spielt.
Der Film Picco von 2010 erzählt, beruhend auf wahren Begebenheiten, den Alltag in einem Jugendgefängnis. Dem Thema Jugendarrest widmet sich auch der französisch-kanadische Spielfilm Dog Pound (2010) von Regisseur Kim Chapiron, eine Neuverfilmung des Gefängnisfilms Scum von 1979.
Von einem reinen Gefängnisfilm zu unterscheiden sind Lagerfilme wie Schindlers Liste (1993) von Steven Spielberg, der in einem nationalsozialistischen Konzentrationslager spielt, und Das Lager – Wir gingen durch die Hölle oder Papillon (1973) mit Steve McQueen und Dustin Hoffman.

## Motive und Themen
Oft verfolgt der Gefängnisfilm einen sozialkritischen Ansatz, etwa wenn das Gefängnis mit seinen unmenschlichen Bedingungen als Kontrast zur liberalen Gesellschaft inszeniert wird (Jagd auf James A., Mervyn LeRoy 1932) oder die Stressbedingungen der Haft für eine Brutalisierung des Inhaftierten sorgen (Die Verrohung des Franz Blum, Reinhard Hauff, 1973).
Ein beliebtes Thema des Gefängnisfilms ist der Gefängnisaufstand, dessen filmische Umsetzung von reportagehafter Dokumentation wie in Don Siegels Terror in Block 11 (1954) bis hin zu surrealistisch-satirischen Allegorien auf das Thema Gewalt wie in Oliver Stones Natural Born Killers (1994) reicht.
Der Ausbruchsfilm thematisiert oft die Kraftanstrengungen des menschlichen Willens, sich durch eine Flucht den Haftbedingungen zu entziehen. Oft ist hier die Hauptfigur ein zu Unrecht Verurteilter, um den Zuschauern eine leichtere Identifikation zu ermöglichen. Dazu zählen Jacques Beckers Das Loch (1960), Stuart Rosenbergs Der Unbeugsame (1967), Don Siegels Flucht von Alcatraz (1979) und Frank Darabonts Die Verurteilten (1994).

## Weitere Filmtitel
- Hölle hinter Gittern, 1930. Regie: George W. Hill
- 20.000 Jahre in Sing Sing, 1930. Regie: Michael Curtiz
- Ein zum Tode Verurteilter ist entflohen, 1956. Regie: Robert Bresson
- Jailhouse Rock – Rhythmus hinter Gittern, 1957, mit Elvis Presley
- Das Loch, 1960, mit Michel Constantin und Philippe Leroy
- Der Gefangene von Alcatraz, 1962 mit Burt Lancaster und Karl Malden
- Gesprengte Ketten, 1963, mit Steve McQueen und James Garner
- Der Unbeugsame, 1967 mit Paul Newman  und George Kennedy
- Der Mann aus Marseille, 1972 mit Jean-Paul Belmondo
- Meuterei auf der Teufelsinsel, 1973 mit Jim Brown
- Die härteste Meile, 1974, mit Burt Reynolds. Regie: Robert Aldrich
- Greta – Haus ohne Männer, 1977. Regie: Jess Franco
- Frauen für Zellenblock 9, 1977. Regie: Jess Franco
- Flucht von Alcatraz, 1979. Regie: Don Siegel
- Brubaker, 1980. Regie: Stuart Rosenberg
- Jenseits der Mauern, 1984. Regie: Uri Barbash
- Knast total – Hier sitzen Sie richtig (Doin´ Time), 1985, Regie: George Mendeluk
- Down by Law, 1986, mit John Lurie, Tom Waits und Roberto Benigni. Regie: Jim Jarmusch
- Lock Up – Überleben ist alles, 1989, mit Sylvester Stallone
- Cry-Baby, 1990, mit Johnny Depp, Willem Dafoe und Iggy Pop
- Blood in, Blood out – Verschworen auf Leben und Tod, 1993, mit Benjamin Bratt und Danny Trejo
- Last Light, 1993, mit Kiefer Sutherland und Forest Whitaker
- Im Namen des Vaters, 1993 mit Daniel Day-Lewis und Pete Postlethwaite
- Die Verurteilten, 1994. Regie: Frank Darabont
- Murder in the First, 1996. Darsteller: Kevin Bacon, Christian Slater und Gary Oldman[2]
- Dead Man Walking, 1996. Regie: Sean Penn
- Die Kammer, 1996, mit Chris O’Donnell und Gene Hackman
- Alles nur Tarnung, 1996. Regie: Peter Zingler. Mit Mario Adorf, Elke Sommer und Ben Becker
- 14 Tage lebenslänglich, 1997, mit Kai Wiesinger und Axel Milberg
- The Green Mile, 1999, mit Tom Hanks und Michael Clarke Duncan
- Lebenslänglich, 1999, mit Eddie Murphy
- Brokedown Palace, 1999, mit Claire Danes und Bill Pullman
- Greenfingers – Harte Jungs und zarte Triebe, 2000, mit Clive Owen und Helen Mirren: Ein Häftling entdeckt seine Leidenschaft für die Botanik
- Lockdown – Unschuldig im Knast, 2000
- Die letzte Festung, 2001, mit Robert Redford und James Gandolfini
- Vier Minuten, 2006, von Regisseur Chris Kraus mit Monica Bleibtreu und Hannah Herzsprung
- Hell in Tangier, 2006
- Spiel auf Bewährung, 2006, mit Dwayne Johnson
- Felon, 2008
- Ohne Schuld, 2008, mit Vincent Lindon und Diane Kruger
- Bronson, 2008, mit Tom Hardy. Regie: Nicolas Winding Refn
- The Escapist – Raus aus der Hölle, 2008 mit Brian Cox und Joseph Fiennes
- Siegburg, 2009, Regie: Uwe Boll
- Ein Prophet, 2009. Regie: Jacques Audiard
- Zelle 211 – Der Knastaufstand, 2009, mit Alberto Ammann und Luis Tosar
- The Rock – Fels der Entscheidung, 1996
- Stone – In der Lüge gefangen, 2010, mit Edward Norton, Robert De Niro und Milla Jovovich
- The Experiment, 2010, Regie: Paul Scheuring. Mit Adrien Brody und Forest Whitaker
- Screwed – Krieg im Knast, 2011
- Get the Gringo, 2011, mit Mel Gibson
- Escape Plan, 2013 mit Sylvester Stallone und Arnold Schwarzenegger
- Mauern der Gewalt, 2013, Regie: David Mackenzie. Mit Jack O’Connell
- Son of a Gun, 2014, mit Brenton Thwaites und Ewan McGregor
- Shot Caller, 2017, mit Nikolaj Coster-Waldau
- Brawl in Cell Block 99, 2017, mit Vince Vaughn, Udo Kier und Don Johnson
- Alte Bande, 2019, Regie: Dirk Kummer und Kaspar Heidelbach. Mit Mario Adorf, Tilo Prückner und Hermann Beyer
- Die Rüden, 2019, mit Mathis Landwehr, Regie: Connie Walther
- Fuchs im Bau, 2020, handelt von Schulunterricht in einer Wiener Jugendstrafanstalt
- Große Freiheit, 2021, über das Thema Homosexualität und den Paragrafen 175
- Sing Sing, 2023, Regie: Greg Kwedar
- Die Wärterin, 2025, Regie: Gustav Möller

## Dokumentarfilme
- Gotteszell – Ein Frauengefängnis, Regie: Helga Reidemeister, Deutschland 2001
- Karl in der Au, Österreich 2007
- Charly Graf – Ein deutscher Boxer (2012)
- Die härtesten Gefängnisse der Welt (Netflix-Serie)